# Amol
Amol je město v íránské provincii Maháráštra. Žije zde  obyvatel. Leží na břehu řeky Haraz necelých 20 kilometrů od pobřeží Kaspického moře a necelých 10 kilometrů severně od pohoří Alborz. Dále se město nachází asi 124 kilometrů severovýchodně od Teheránu a 60 kilometrů od hlavního města provincie Maháráštra Sárí. Je jedním z nejstarších měst v Íránu (založeno bylo již v době železné). Svůj název město nese po kmenu Amardi. Leží v oblasti se středomořském podnebím.  